# Tomophyllum epaleatum
Tomophyllum epaleatum är en stensöteväxtart som först beskrevs av Barbara S. Parris, och fick sitt nu gällande namn av Barbara S. Parris. Tomophyllum epaleatum ingår i släktet Tomophyllum och familjen Polypodiaceae. Inga underarter finns listade.